# Max Lemcke
Max Lemcke (Madrid, 1966) es un guionista y director de cine español. [1]
Licenciado en Comunicación Audiovisual por la Universidad Complutense de Madrid. En 1996 dirigió su primer cortometraje La vida imposible y en 1998 su segundo cortometraje, Todos os llamáis Mohamed, recibió el premio Jinete Ibérico en el Festival Internacional de Cine de Huesca. En 2004 dirigió su primer largometraje, Mundo fantástico, que fue seleccionado en el Festival Internacional de Cine de Karlovy Vary, en la Muestra Internacional de Cine de São Paulo y en el Festival Internacional de Cine de Ginebra. En 2008 dirigió su segundo largometraje, Casual Day, con el que fue galardonado en la Medalla del Círculo de Escritores Cinematográficos al mejor director de 2008, así como tres otros galardones. En 2011 dirigió Cinco metros cuadrados, que ganó la Biznaga de Oro a la mejor película y cuatro biznagas de plata (mejor actor, guion, actor de reparto y premio de la crítica) en el Festival de Málaga y los premios al mejor actor, mejor actriz y mejor nuevo director en los XXI Premios Turia. Entre 2011 y 2013 ha dirigido episodios de series como Gran Reserva, Gran Hotel o Isabel.

## Premios y nominaciones
Medallas del Círculo de Escritores Cinematográficos
| Año  | Categoría         | Película   | Resultado |
| ---- | ----------------- | ---------- | --------- |
| 2008 | Mejor director    | Casual Day | Ganador   |
| 2008 | Premio revelación | Casual Day | Nominado  |